# Kawaii

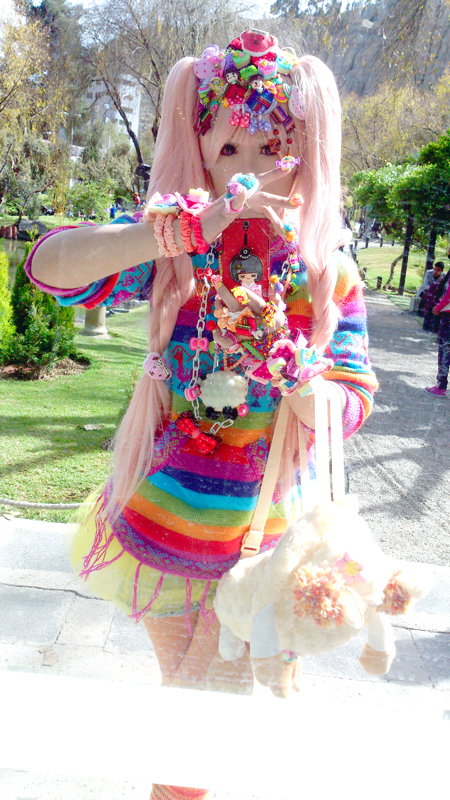
Subkultura kawaii, styl decora

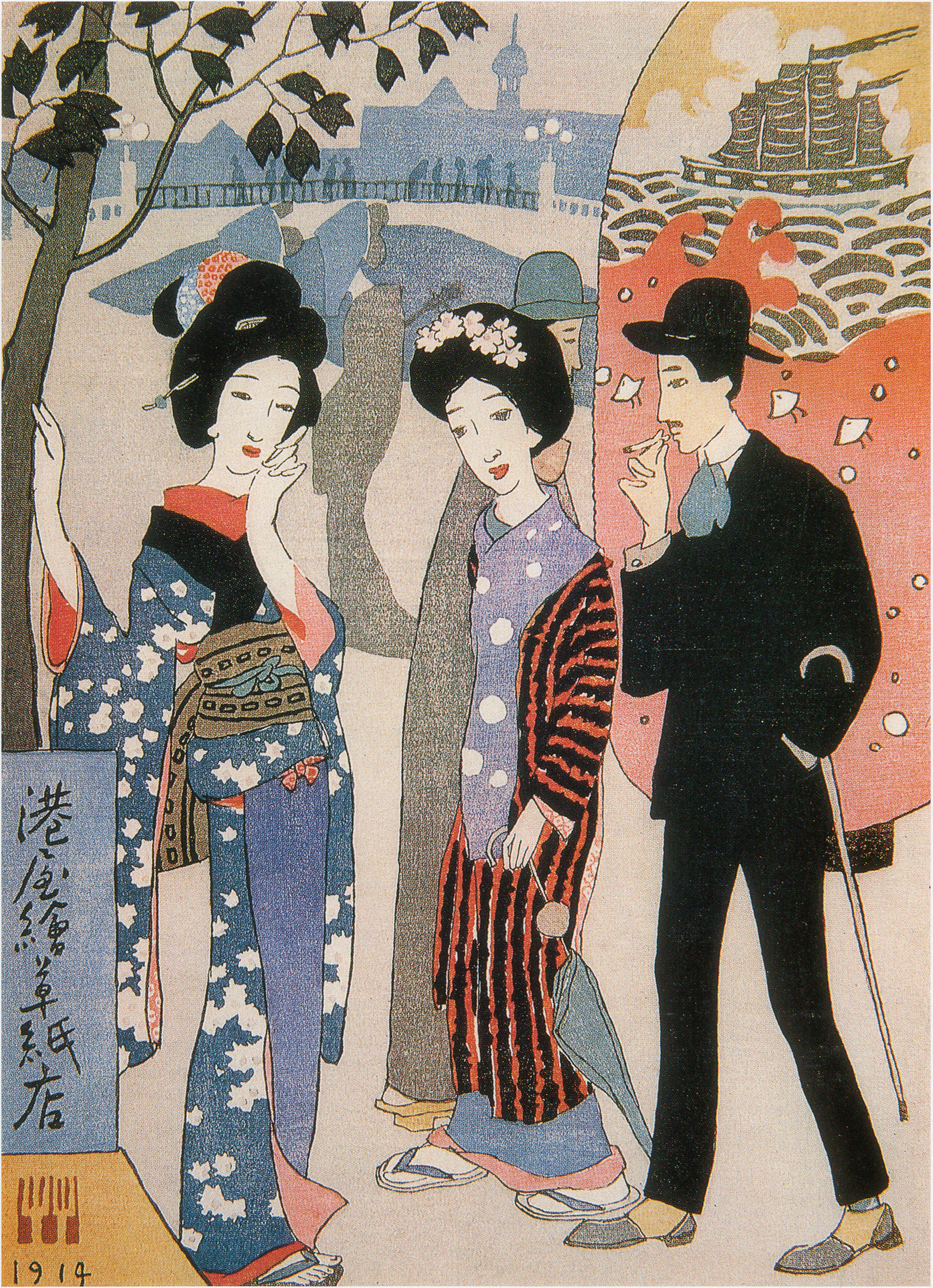
Yumeji Takehisa, 1914 (od lewej: ówczesna kochanka Hikono Kasai, była żona Tamaki Kishi, Yumeji Takehisa)

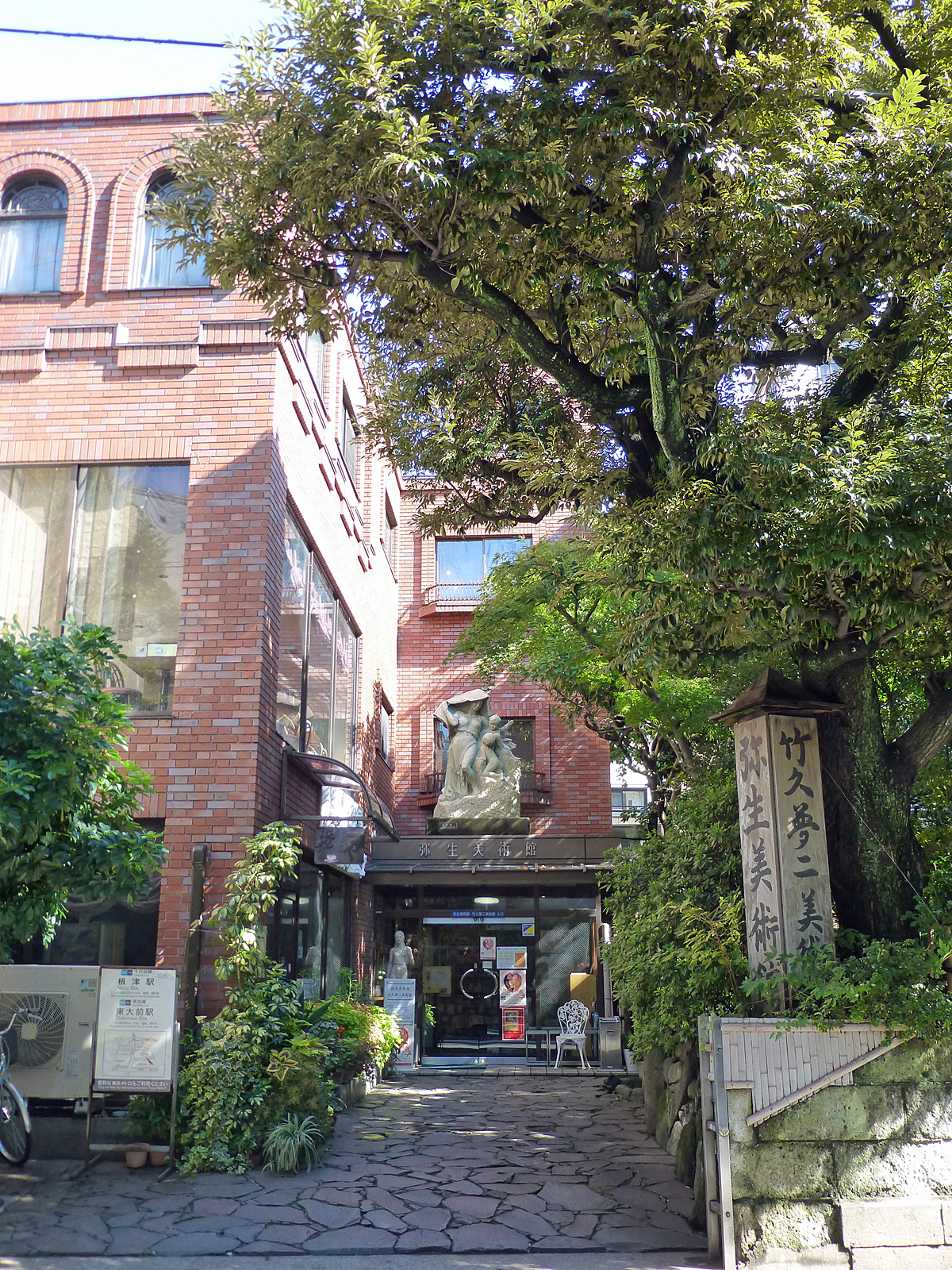
Yayoi Museum & Takehisa Yumeji Museum w tokijskiej dzielnicy Bunkyō-ku

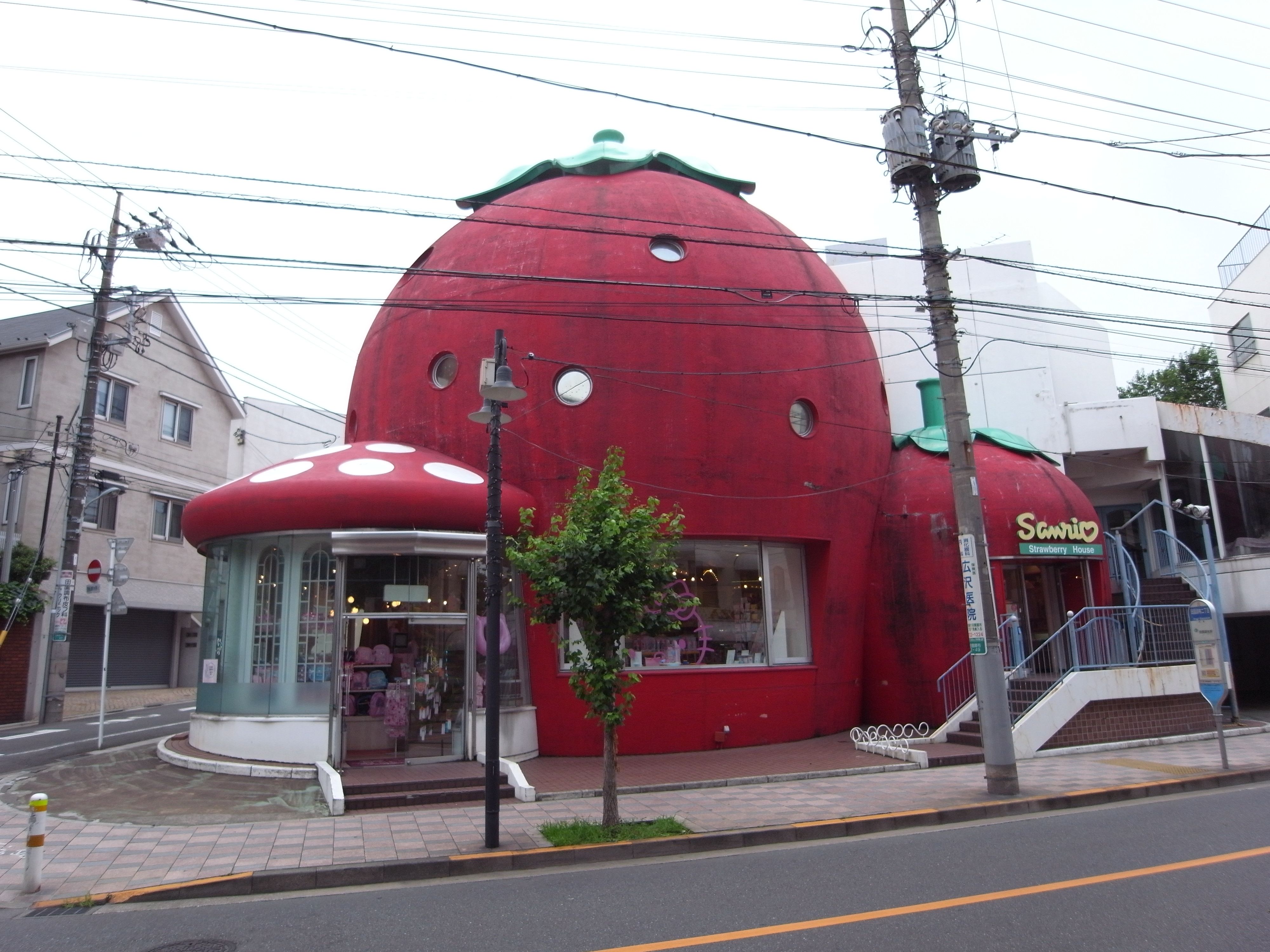
Sklep Sanrio w kształcie truskawki

Treść tego artykułu może nie być zgodna z zasadami neutralnego punktu widzenia.
Dokładniejsze informacje o tym, co należy poprawić, być może znajdują się w dyskusji tego artykułu.
 Po wyeliminowaniu niedoskonałości należy usunąć szablon {{Dopracować}} z tego artykułu.
Ten artykuł opisuje teorie, metody lub czynności niezgodne ze współczesną wiedzą naukową.
Kawaii (jap. かわいい, 可愛い) – przymiotnik w języku japońskim oznaczający: „sympatyczny”, „uroczy”, „czarujący”, „śliczny”, „słodki”, „milutki”. Jednocześnie jest to określenie japońskiego nurtu kulturowego, polegającego na postrzeganiu i tworzeniu świata jako uroczego, słodkiego, ujmującego. Posiada emocjonalny charakter. Odnosi się zarówno do osób, rzeczy, przedmiotów, jak i zjawisk. Można to słowo rozumieć jako cechę, dzięki której dana rzecz jest kochana lub możliwa do kochania. Postrzeganie w sposób kawaii jest skrajnie subiektywne. Może polegać na specyficznym wyglądzie, zachowaniu oraz sposobie wypowiadania się.

## Cechy charakterystyczne
Cechy estetyki kawaii:
- podziw dla rzeczy małych i kruchych,
- wzbudzanie u odbiorcy wrażliwości,
- inspiracja kulturą europejską i Zachodem np. Walt Disney,
- nawiązywanie zarówno do tradycji, jak i nowoczesności,
- tworzenie indywidualnego świata marzeń, który jest wytchnieniem od rzeczywistości,
- komercjalizacja – podporządkowanie części życia społecznego regułom handlowym.

## Historia i geneza
Obecność estetyki kawaii można było zaobserwować już w dawnych wiekach np. w buddyjskich posążkach, drzeworytach ukiyo-e, czy też w uroczych lalkach. Można w nich dostrzec podziw dla rzeczy małych i uroczych. Celem takich przedmiotów było wzbudzenie wrażliwości u odbiorcy swoją kruchością i delikatnością.
Symboliczną datą początku kawaii jest rok 1914. Był to okres Taishō (1912–1926), w którym zmienił się styl życia dziewcząt. Wcześniej kończyły swoją edukację na szkole podstawowej, podejmowały pracę i wychodziły za mąż. W okresie Taishō coraz częściej dziewczęta kontynuowały naukę, były lepiej wykształcone. W ten sposób stawały się bardziej niezależne.
W 1914 roku w tokijskiej dzielnicy Nihonbashi powstał sklep Minatoya Ezōshiten, który sprzedawał przedmioty kawaii. Założycielem sklepu był Yumeji Takehisa – ilustrator z kręgu kultury shōjo. Mimo że określenie kawaii nie było jeszcze popularne, Takehisa mówił o swoich dziełach, używając tego określenia. W ślad za Minatoya Ezōshiten zaczęły powstawać kolejne sklepy, np. Himawariya, założony przez Jun'ichiego Nakaharę. Na początku wyjątkowym zainteresowaniem cieszyły się materiały przeznaczone do pisania – długopisy i papiery, ze względu na popularność korespondencji listownej. Kobiety i dziewczęta zaczęły pisać na sposób kawaii, ozdabiając teksty rysunkami, a rynek wyszedł im naprzeciw, tworząc akcesoria do pisania.
Rynek kawaii rozwijał się szczególnie szybko w latach 80. XX wieku - w kontekście kawaii można śmiało mówić o konsumpcji symbolicznej, gdyż Japończycy zaczęli bardziej zwracać uwagę na design nabywanych przedmiotów aniżeli na ich praktyczne zastosowanie. Relatywny dobrobyt w tym czasie sprawił, że rozwijały się duże firmy dostarczające konsumentom estetycznych dóbr według koncepcji marketingowej, polegającej na promowaniu produktów w stylu kawaii.
„Tym właśnie było i jest kawaii – spotkaniem Wschodu z Zachodem, wzbogaconym i przetworzonym przez japońską specyfikę zbiorem europejskich motywów.”

## Yayoi Museum & Takehisa Yumeji Museum w Tokio
W tokijskiej dzielnicy Bunkyō znajdują się połączone Yayoi Museum i Takehisa Yumeji Museum. To pierwsze prezentuje dzieła artystów, ilustratorów z kręgu kultury shōjo, a drugie zawiera kolekcję prac Yumeji Takehisy (1884–1934), związanego z estetyką kawaii. Był on wybitnym malarzem, projektantem książek i grafik okresu Taishō. Jego rysunki młodych dziewcząt, które są źródłem kultury kawaii w Japonii, są również popularne za granicą.

## Kawaiiw codzienności

### Otoczenie
Estetyka kawaii jest obecna zarówno w przestrzeni publicznej, jak i prywatnej. Możemy jej doświadczyć w otoczeniu miejskim i domowym. W codziennym życiu możemy ją dostrzec m.in. jako urocze postacie reklamujące banki lub korporacje, jako słodkie samochody, kolorowe pociągi i samoloty, czy też jako domy, które przypominają wyglądem chatki z bajki.
Znalazła również zastosowanie w przedmiotach codziennego użytku np. akcesoria, ubrania, przedmioty papiernicze, kosmetyki. Takie przedmioty posiadają bardziej walory estetyczne niż praktyczne. Ich celem jest pozytywne wpływanie na samopoczucie właściciela lub przyczyniają się do współtworzenia jego wizerunku i tożsamości. Najczęściej uważa się, że przedmioty w stylu kawaii są pastelowe, miękkie, kochane, drobne, puszyste, w stylu zachodnim, europejskim lub amerykańskim. Posiadają one tak naprawdę cechy wynaturzone. Estetyka kawaii może opierać się na deformacji, grotesce, odrzuceniu, ale może być postrzegana również w sposób mroczny, przebiegły, straszny i żałosny. Przykładem może być Gloomy Bear, pluszowy miś z zakrwawionymi zębami.

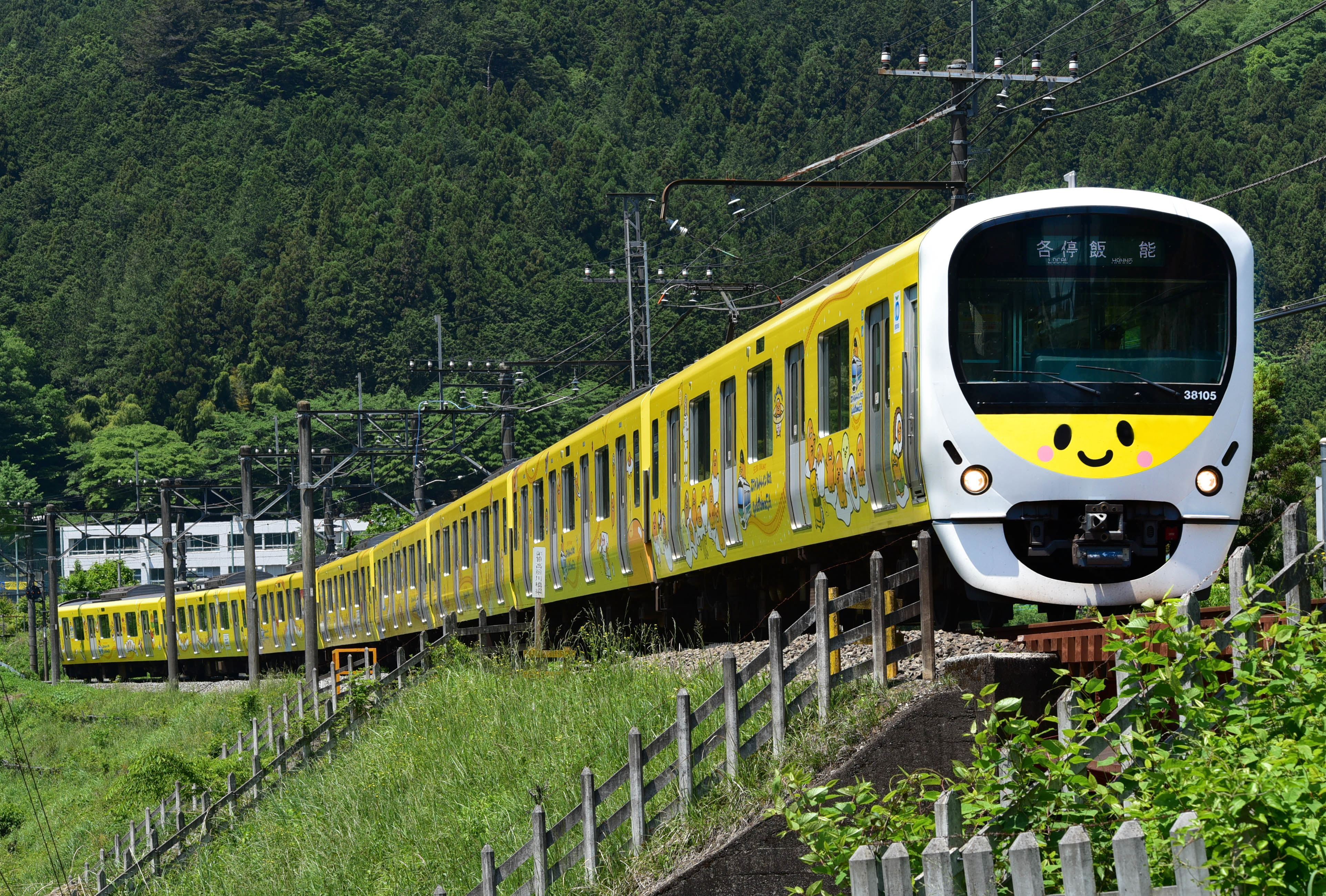
Pociąg linii Ikebukuro kolei Seibu pomalowany jako Gudetama

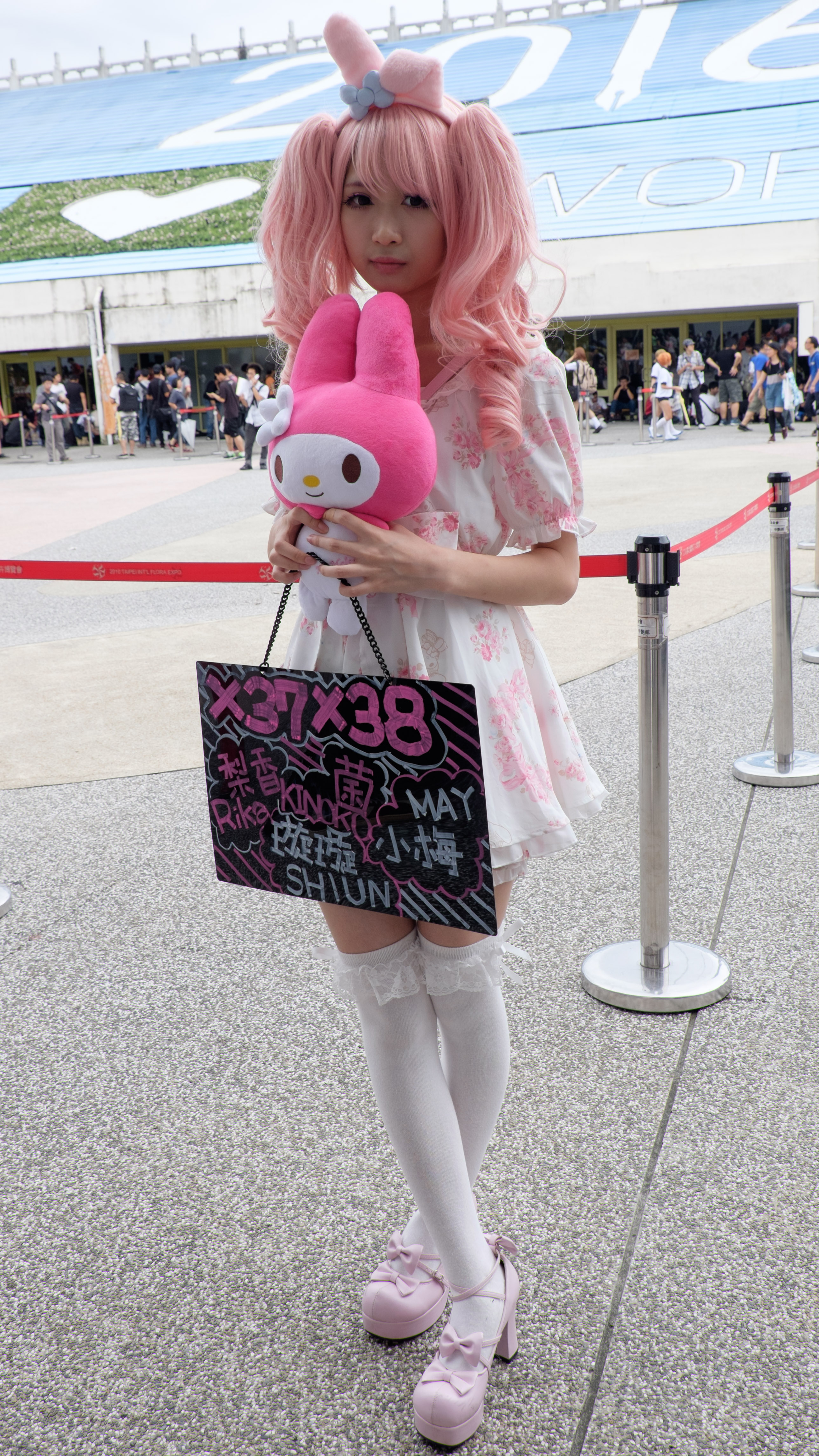
My Melody na rękach cosplayerki

Z czasem estetyka kawaii objęła również sprzęty AGD i RTV np. urocze: odkurzacze, pluszowe telefony, różowe tostery. Pojawiły się również miniaturowe samochody i domki w kształcie bajkowych chatek lub pałacyków. Architektura miast zyskała nowy wymiar. Przystanki autobusowe projektowano na kształt owoców, policyjne budynki przybrały kształt domków z piernika, a tokijski sklep Sanrio stał się gigantyczną truskawką. W przestrzeni miejskiej zobaczymy również zapory drogowe w kształcie niebieskich delfinków lub różowych ludzików, dźwig podobny do żyrafy, urocze maskotki reklamujące sklepy lub wydarzenia. W Japonii każda prefektura, miasto, urząd ma swoją maskotkę. Również policja może się pochwalić swoją charakterystyczną postacią.
W dobie rozwijającej się estetyki kawaii powstały kyara (japoński skrót angielskiego słowa „character”, czyli tu: „postać fikcyjna”). Są to postacie tworzone specjalnie w celu promowania produktów lub usług. Kyara mają swoje imiona, historię, pochodzenie i upodobania. Najpopularniejszym kyara oraz symbolem kultury kawaii jest Hello Kitty (również Kitty-chan lub Kitty White). Ta postać, stworzona w 1974 roku przez Yūko Shimizu, swoją nazwę zawdzięcza jednej ze scen Alicji w Krainie Czarów, w której bohaterka bawi się z kotem o imieniu Kitty. Wykrzyknik-pozdrowienie „Hello” ma być odzwierciedleniem filozofii firmy, kładącej nacisk na komunikacją społeczną. Hello Kitty po raz pierwszy pojawiła się w 1975 roku na portmonetce dla dziewcząt. Aktualnie postać tę możemy spotkać na ponad piętnastu tysiącach różnych produktów. Inne, popularne kyara to np.: My Melody (biała króliczka z różowym kapturkiem), Tarepanda, grupa Sumikko Gurashi. Ostatnimi czasy popularniejsze stały się kyara, które są produktami spożywczymi. Najbardziej znane to Gudetama (dosł. leniwe jajko), Kirimi-chan (filet rybny), Kogepan (spalony bochenek chleba).Wielość postaci i ich różnorodność ma na celu zachęcić konsumenta do wyboru swojej ulubionej, a następnie kolekcjonować produkty nią sygnowane. Dzięki temu kupujący ma z jednej strony poczucie wyjątkowości, z drugiej zaś uczestniczy w aktywności grupowej i ma poczucie przynależności do grupy – co jest bardzo ważne dla Japończyków. W Japonii estetyka kawaii „atakuje” z każdego niemal sklepu, urzędu, banku czy przestrzeni miejskiej. Impulsem, który sprawia, że konsumenci chcą kupować przedmioty kawaii, jest pragnienie sprawowania opieki nad nimi. Ze względu na swoje cechy tj.: kruchość, bezradność, naiwność i słabość wywołują u odbiorcy chęć troski i opieki.
Zastosowanie estetyki kawaii znajdziemy również w jedzeniu. W Japonii estetyczność posiłku jest równie ważna, jak jego walory smakowe i odżywcze. Bentō (rodzaj posiłku o różnym składzie, mającego postać porcji na wynos, w pudełku) jest tego dobrym przykładem. Przygotowywanie pełnowartościowych i estetycznie atrakcyjnych posiłków stało się sztuką. Rodzajem jest kyarakutā-bentō, czyli bentō z popularnymi postaciami. Za pomocą warzyw, ryżu i dodatków oraz z dbałością o detale, Japończycy tworzą dzieła, które zachwycają.
Zadaniem estetyki kawaii jest również „zmiękczyć” i złagodzić trudne, kontrowersyjne lub nieprzyjemne treści. W ten sposób odbiorcy łatwiej przyswajają takie informacje.

### Relacje społeczne
Zjawisko kawaii odnosi się nie tylko do rzeczy materialnych. Dotyczy również relacji międzyludzkich np. mowy przesadnie grzecznej z użyciem specjalnego słownictwa, partykuł, czy też dziecinnego sposobu wypowiadania się. Zjawisko kawaii charakteryzuje się infantylizacją, wieczną niedorosłością, poczuciem nostalgii i rozmarzenia. Jest to sposób chwilowej ucieczki od realnego świata. Jak zauważa Tomasz Burdzik, „Kultura kawaii jest wygodna dla zapracowanych Japończyków: nie muszą poświęcać wiele czasu, by kupić towary oferujące pełen wzorzec kulturowy, nowy wizerunek, a co za tym idzie – mogą szybko stać się częścią kawaii. Prócz tego kawaii redukuje stres, ponieważ przedmioty kawaii nie wzbudzają agresji; przeciwnie, mogą wywołać uczucia opiekuńcze, co jest istotne dla ludzi żyjących w pośpiechu i narażonych na nerwy w pracy czy w szkole”.

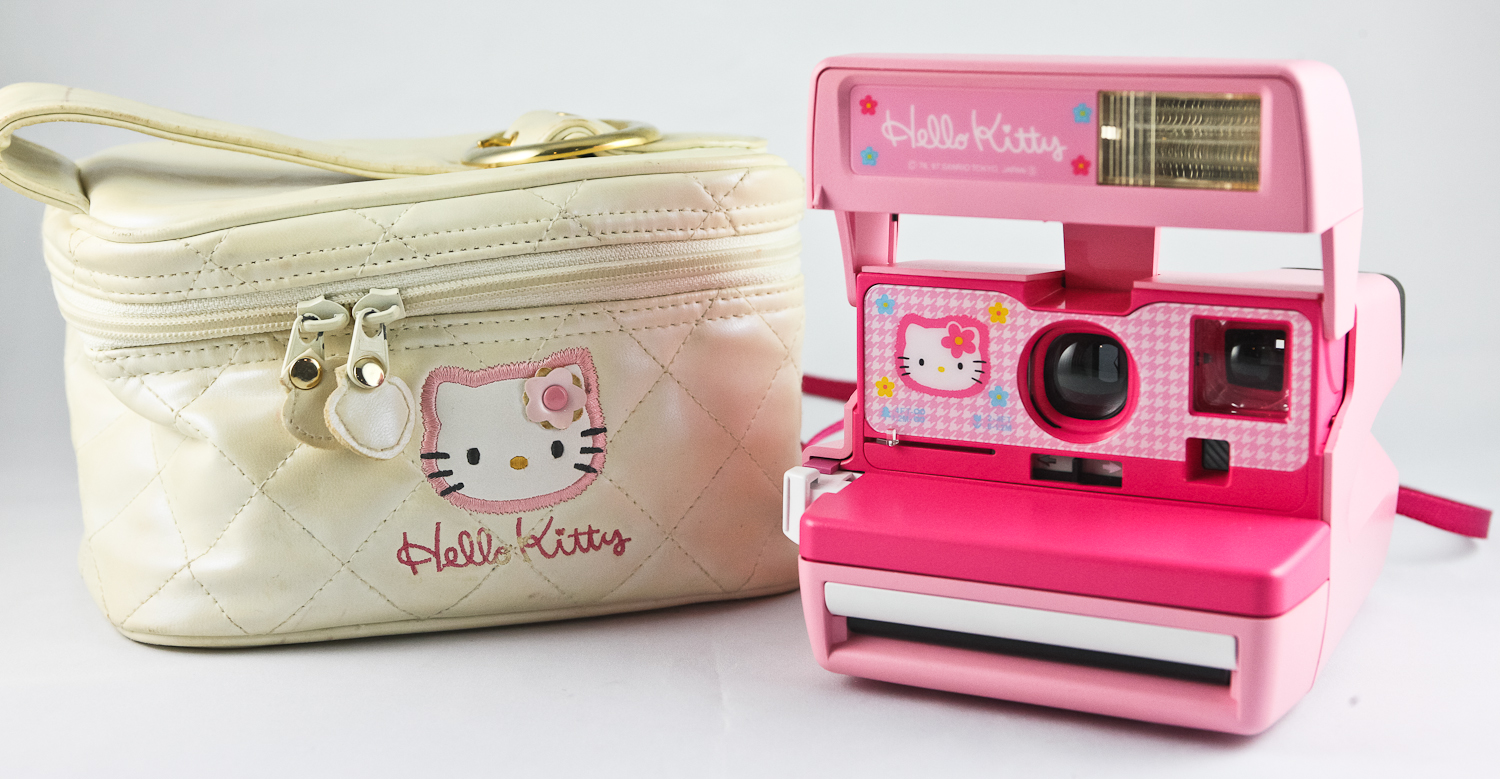
Hello Kitty na produktach codziennego użytku

Taki sposób zachowywania się jest spowodowany sytuacją społeczną w Japonii. Japończycy podlegają nieustającemu napięciu i doświadczają presji przesadnych wymagań. Moment rozpoczęcia edukacji jest chwilą pożegnania się z krainą wolności. Nieustanna walka o dostanie się do dobrej szkoły, uczęszczanie na kursy przygotowawcze, dodatkowe zajęcia i odgórna myśl o podjęciu pracy w renomowanej firmie ukierunkowuje jednostki na spełnienie określonej roli społecznej. W obliczu tego wszystkiego dzieciństwo jest postrzegane jako czas swobody i wolności od obowiązków. Jest krainą czarów, którą należy opuścić wraz z podjęciem edukacji. Infantylizacja japońskiej kultury jest tęsknotą za tym co było, za marzeniami i wolnością. Dr Kyōko Kōma podkreśla, że celem młodych angażujących się w kulturę kawaii jest ucieczka przed restrykcjami, które rządzą codziennością, czyli samodyscypliny, konieczności tolerowania trudnych okoliczności, odpowiedzialności, obowiązków, czy ciężkiej pracy. Ze względu na presję, młodzi szukają alternatywnej rzeczywistości i substytutu niespełnionych oczekiwań.

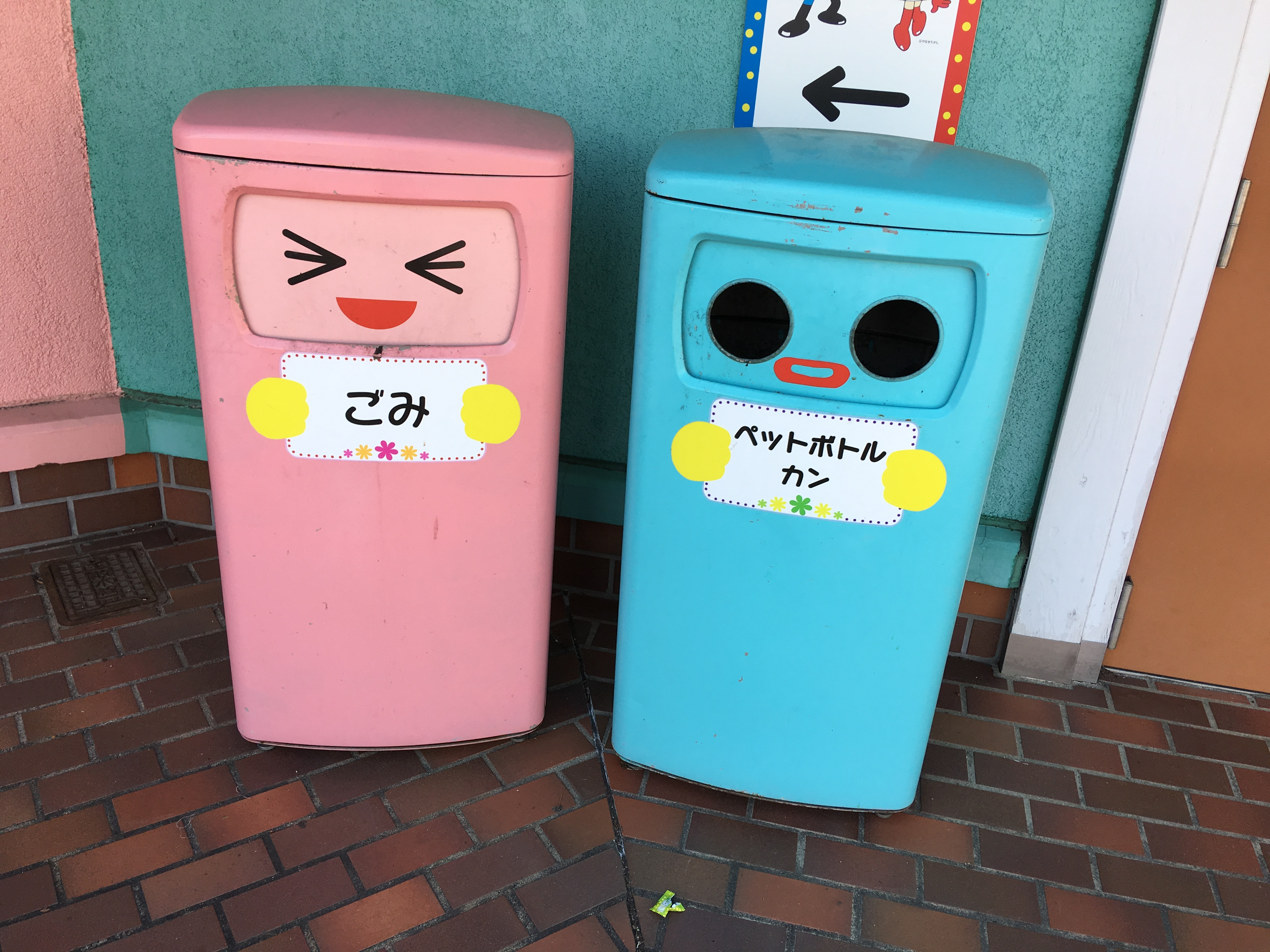
Urocze kosze na śmieci, zachęcające do segregacji

Popularność kawaii może być również spowodowana tym, że wielu Japończyków jest introwertykami. Kawaii daje poczucie bezpieczeństwa, jest przyjemne. Te cechy sprawiają, że introwertycy są często odbiorcami tego nurtu, ponieważ daje im to, co jest im najbardziej potrzebne, a mianowicie bezpieczeństwo i własny świat. Społeczną presję powoduje również hierarchizacja. Zależności społeczne ze względu na płeć, wiek powodują konieczność poszukiwania wolności i relacji opartych na równości. Relacje kształtują się poprzez amaeru i amayakasu. Amaeru to poddawanie się czyjejś opiece, miłości (zachowywać się jak rozkapryszone, rozpieszczone dziecko, odgrywać kokietkę, wykorzystywać czyjąś dobroć). Amayakasu natomiast, to otaczanie kogoś opieką, miłością (pobłażać, rozpieszczać). Osoba, która poddaje się czyjejś opiece jest postrzegana jako słodka, naiwna, niezdolna do samodzielnego radzenia sobie w życiu. W tym przypadku kawaii staje się sposobem na budowanie relacji międzyludzkich.
„Postawa matczynego pobłażania wynikająca ze słabości i uległości drugiej strony sprawia, że relacje nie tylko są przyjazne i zabarwione emocjonalnie, lecz także prowadzą do poczucia wdzięczności i długu, co sprawia, że przełamanie więzi staje się niemal niemożliwe.”
Zachowanie w sposób kawaii nie musi oznaczać zależności, niższej czy też przegranej pozycji. Przykładem takim jest działanie burikko – udawania bezradnego dziecka przez kobiety i dziewczyny. Zachowanie takie jest przesadnie słodkie, silnie wystylizowane i przećwiczone, aby osiągnąć efekt doskonałej słodyczy. Najczęściej są to działania kobiet nakierowane na mężczyzn, w celu wywołania u nich obowiązku wzięcia w opiekę słabszej istoty. W ten sposób kobieta jest na pozycji wygranej, ponieważ poprzez swoje świadome zachowanie kontroluje mężczyznę i jego emocje.
Użycie słowa kawaii nie pociąga za sobą żadnych konsekwencji. W ten sposób nie nadajemy określenia danemu przedmiotowi. Nazywając coś kawaii nie przekazujemy odbiorcy naszej opinii czy też poglądów. Taka informacji nic za sobą nie niesie, przez co kończy wszelką dyskusję. W ten sposób można uniknąć konfliktu. Kawaii może też służyć jako odmowa, zaprzeczenie. Japończycy niechętnie mówią „nie”. Bezpośrednie zaprzeczanie jest niemile widziane. Gdy ktoś pyta ich, co sądzą o danym przedmiocie, a nie zgadzają się z przedmówcą, mogą użyć słowa kawaii. Tym sposobem nie urażą drugiej osoby, ani nie wywołają dyskusji, konfliktu.
Kawaii dotyczy dzieci, młodzieży, dorosłych, osób starszych, instytucji i korporacji. Występuje w Japonii na każdym kroku.

## Czas wolny w stylukawaii
Japończycy potrafią bardzo dobrze oddzielić sferę życia codziennego, obowiązków, pracy od czasu wolnego. O ile codzienność jest w pewien sposób narzucona - ma swoje zasady -  o tyle czas wolny jest kwestią osobistą i nikt nie powinien wnikać w to jak ktoś wykorzystuje ten czas. Dla Japończyków najważniejsze jest, aby wpłynąć na emocje i uczucia odbiorcy również podczas spędzania czasu wolnego. Ich celem jest stworzenie świata idealnego, który nie znajdzie swojego odzwierciedlenia w rzeczywistości. Japończycy przepadają za oryginalnością, ulotnością. Sposobów na spędzenie czasu wolnego w stylu kawaii jest wiele.

### Zakupy
Konsumpcja ma tutaj bardzo duże znaczenie. Przedmioty, które Japończycy kupują odzwierciedlają ich osobowość, poglądy. Jest to pewnego rodzaju identyfikacja poszczególnych osób. W kraju, w którym już od najmłodszych lat dzieci uczą się życia i współpracy w grupie oraz konieczności przystosowania się do innych, takie charakterystyczne przedmioty mogą być odbierane jako oryginalność, własny styl. W ten sposób można się wyróżnić na tle innych, ale i jednocześnie należeć do grupy. Celem kupna uroczego przedmiotu jest skupienie się na sobie, odpoczynek w trakcie szukania tej jednej jedynej rzeczy, która wzbudzi u odbiorcy zachwyt.

### Świat mangi, anime i gier

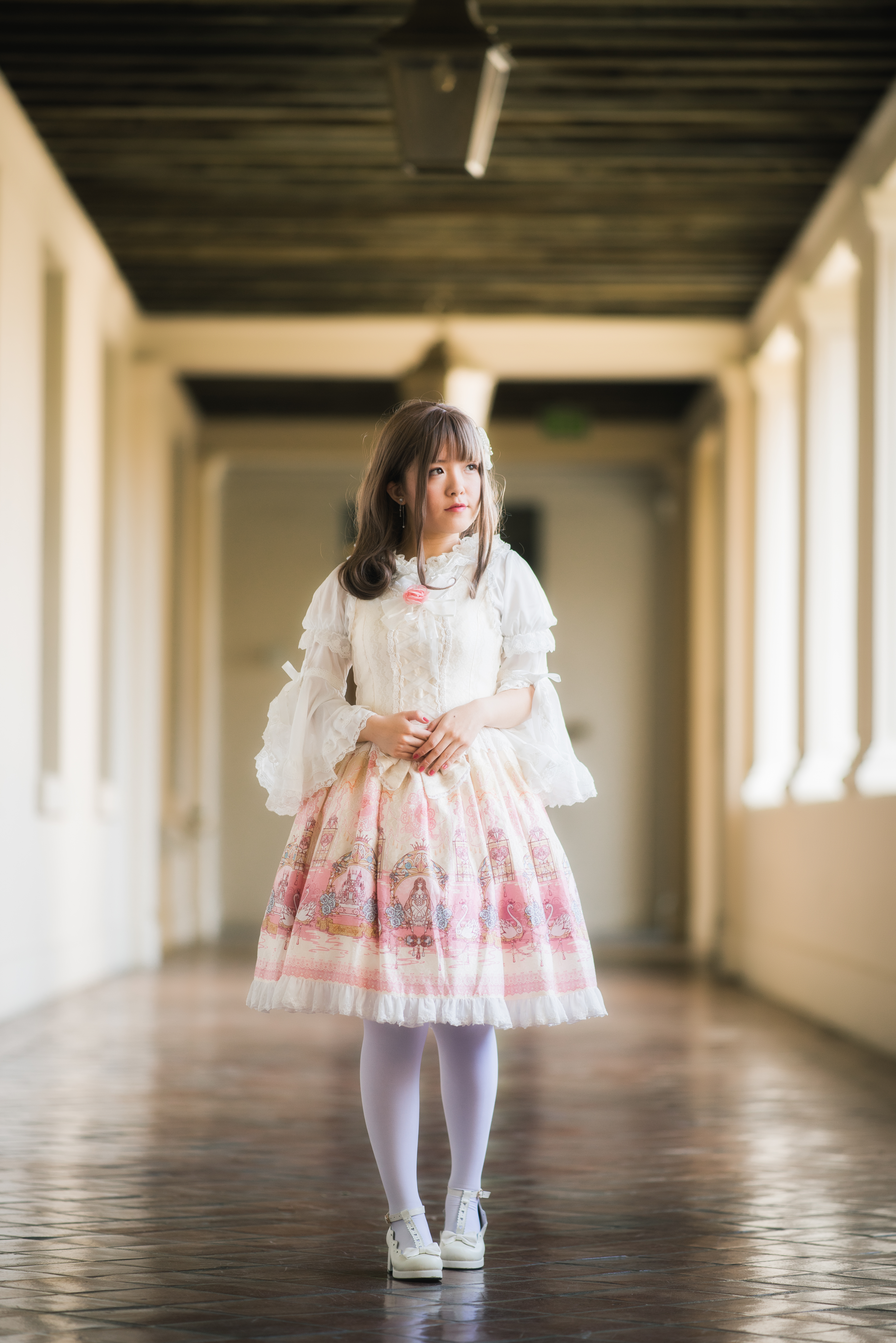
Lolita

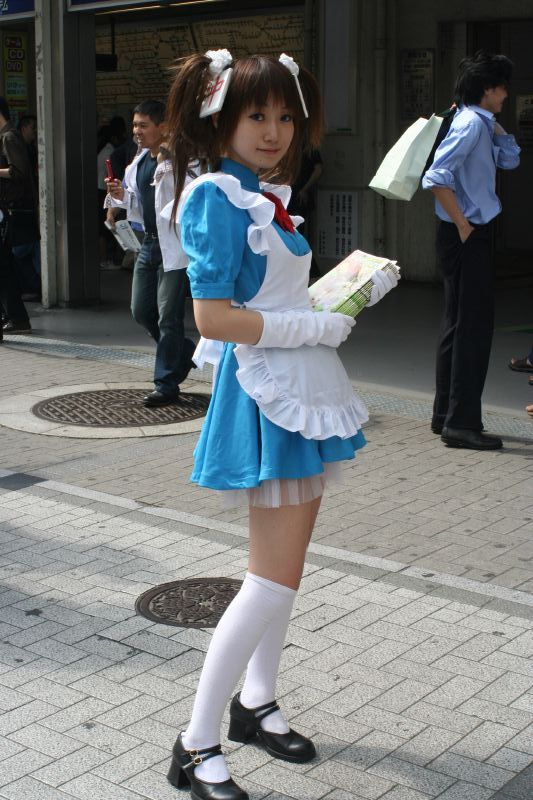
Kelnerka zachęca do odwiedzenia nowego maid café

Jest to idealny świat, w którym każdy znajdzie coś dla siebie. Odbiorcy mają ogromne możliwości w doborze odpowiedniej dla siebie mangi, anime czy też gry. Popularnym miejscem dla graczy są salony pachinko. Nie zabraknie również mang i anime o przygodach Hello Kitty i innych popularnych postaciach kawaii. Zarówno do świata mang, anime jak i gier każdy przynajmniej raz zajrzał. Są one nieodłączną częścią kultury kawaii.

### Moda i muzyka
Modę w stylu kawaii znajdziemy w szczególności w dzielnicy Harajuku. Jest ona faworyzowana w szczególności przez młode dziewczyny. Zobaczymy tutaj różne odmiany tego stylu, zarówno dziewczyny ubrane w przerobiony mundurek szkolny jak i lolity. Przedstawicielką muzyki kawaii jest przede wszystkim Kyara Pamyu Pamyu. Swoim wyglądem, śpiewem jak i zachowaniem prezentuje ten nurt i jest z tego znana.

### Fantazyjne miejsca
W czasie wolnym dobrze jest wyjść z domu. Dlaczego by więc nie odwiedzić niezwykłych miejsc i poczuć się, jak w innej rzeczywistości? Takim standardowym przykładem jest dzielnica Harajuku. Miejsce, w którym każdy znajdzie coś dla siebie. To tutaj możemy znaleźć osoby (szczególnie młode) ubrane na swój, niepowtarzalny sposób. Nie zabraknie też cosplayerów i setek sklepów odzieżowych w każdym stylu.
W kawiarni już nie tylko można napić się kawy, herbaty i zjeść ciasto – niektóre dają okazję klientowi do zabawy ze zwierzętami takimi jak koty czy psy. Inne zapewniają obsługę przez urocze pokojówki, czy też przystojnych książąt w stylu zachodnim. Dodatkowo całe otoczenie kawiarni jest doprecyzowane i w pełni oddaje charakter miejsca. Goście muszą w pełni poczuć się, że są w idealnym świecie i odpocząć od tego realnego.
Doskonałym miejscem do zatracenia się są parki rozrywki takie jak: Disneyland, Disney Sea, Sanrio Puroland, Universal Studios Japan. To tutaj nawet najdrobniejszy szczegół nie pozwala myślami wrócić do rzeczywistości. Są to wiernie odwzorowane miejsca związane np. ze światem Disneya, czy też Harry’ego Pottera. Tutaj można poczuć się, jak w idealnym, perfekcyjnym śnie.
Nurtu kawaii nie może zabraknąć również na festiwalach i wydarzeniach kulturowych np. hanami. Wszędzie można znaleźć przejawy stylu kawaii np. jako maskotki danego wydarzenia m.in. Sakura Pandę. Zobaczymy również różne wersje Hello Kitty związane tematycznie z festiwalem, wydarzeniem.

## Estetykakawaiiw sztuce
Kultura popularna (zwłaszcza mangi i anime) ma duży wpływ na współczesną sztukę związaną z kawaii. Niektórzy artyści dystansują się lub odcinają od głównego nurtu, który jest znany na Zachodzie. Ze względu na trudną sytuację na rynku sztuki w Japonii, często artyści są zmuszani do wystaw za granicą. Z jednej strony poszerza to ich horyzonty i wyrabia wrażliwość, z drugiej zaś odbiorcy zachodniemu prezentuje mniej oczywiste realizacje sztuki kawaii.
Takashi Murakami jest jednym z najbardziej znanych współczesnych artystów japońskich oraz ważną postacią nurtu kawaii. Swoją kreatywność i inspirację odnajduje w kulturze masowej, czyli w anime, mangach i społeczności otaku. Słynną wypowiedzią artysty jest zdanie, że Hiroszima bezpośrednio prowadzi do Hello Kitty. Swoją opinię argumentuje stwierdzeniem, że bomba o nazwie Little Boy zrzucona na miasto była przepowiednią infantylizacji społeczeństwa i rozwoju kultury kawaii.
W pracach Murakamiego od lat dziewięćdziesiątych możemy spotkać postać o nazwie Mr. DOB. Jego imię jest skrótem japońskiego słowa slangowego dobojite, tłumaczonego jako „dlaczego”. Słowo to tworzy jego twarz. Litery D i B są napisane na uszach, a O jest twarzą. Dzięki czemu rozpoznajemy go pomimo ciągle zmieniającego się wyglądu. Postać ewoluowała z klasycznej kawaii w kierunku przerażającego potwora. W ten sposób artysta zaciera granice pomiędzy tym, co urocze a tym, co straszne. Pokazuje dwie twarze estetyki kawaii.
Sebastian Masuda jest znany jako reżyser artystyczny piosenkarki Kyary Pamyu Pamyu. Inspiruje się on kulturą zachodnią, którą łączy ze stylem kawaii. Jego sławna wystawa z 2014 roku pt. "Colorful Rebellion – Seventh Nightmare" pokazała oblicze kawaii jako ucieczkę w osobisty świat. Zdaniem artysty wielbiciele tego nurtu odstają od swoich rówieśników. Harajuku jest w tym momencie dla nich miejscem, gdzie mogą być inni, nie ponosząc konsekwencji oraz mogą wyrażać swoje mroczne emocje w ekstrawaganckim stylu.
Interesującym artystą jest Yoskay Yamamoto, który prezentuje znane symbole popularnej kultury japońskiej i amerykańskiej. Jego dzieła łączą nostalgię z ikonami dzieciństwa, ironią i komentarzem społecznym. Przykładem jest postać z amerykańskiego serialu animowanego Simpsonowie, która została przedstawiona z przesadną tuszą. W ten sposób artysta chciał zasygnalizować problem otyłości w Stanach Zjednoczonych.
Wyraźnie swoje poglądy na temat nurtu kawaii prezentuje malarka Shōjono Tomo. Artystka uważa, że popularność tego nurtu to przejaw kultu słabości w japońskim społeczeństwie. Mężczyźni wolą kobiety słabe, zależne, wobec których mogą czuć się dominujący. Kobiety dostosowują się do  tego schematu. Według artystki bycie kawaii jest chęcią zwrócenia na siebie uwagi.

## Ciemna strona subkulturykawaii
Od kilku dekad tokijska dzielnica Harajuku jest centrum subkultury „różowej, miękkiej słodyczy, pastelowych kolorów” czyli yume-kawaii (yume znaczy marzenie, iluzja, wizja). Taki też obraz tego nurtu jest kojarzony z Japonią na świecie. Istnieje jednak druga strona tego trendu. Wśród falbanek, kwiatków i uroczych maskotek pojawił się poważny temat samobójstw, depresji, zagubienia, czyli zdrowia psychicznego wśród młodego pokolenia. Nazywa się to zjawisko yami-kawaii (yami znaczy tu „choroba”). Ten styl mody i bycia podkreśla urodę, ale jednocześnie zawiera symbole przedstawiające choroby i śmierć. Pojawiły się nowe słowa, jak m.in.: itami-kawaii (itami – ból), anti-kawaii, kowa-kawaii (kowai – strach, bać się), menhera (z ang. mental health), kimo-kawaii (kimochi – nastrój, stan umysłu; tu w znaczeniu bycia jednocześnie odrażającym i atrakcyjnym; słodkim i obrzydliwym), busu-kawaii (brzydki, ale uroczy; uroczo brzydki), ero-kawaii  (seksowana słodycz). Stąd np. na słodkich, różowych serduszkach znaki kanji „choroba” i krople krwi, czy „śmierć” i węzeł szubieniczny.